# Mladen Kašćelan
Mladen Kašćelan (Cyrillic: Mлaдeн Kaшћeлaн, sinh ngày 13 tháng 2 năm 1983) là một cầu thủ bóng đá người Montenegro thi đấu ở vị trí tiền vệ cho F.K. Tambov.

## Danh hiệu

### Câu lạc bộ
- Jagiellonia Białystok
  - Siêu cúp bóng đá Ba Lan:
    - Vô địch: 2010
- Ludogorets Razgrad
  - A PFG:
    - Vô địch: 2011-12

  - Bulgarian Cup:
    - Vô địch: 2011-12

## Sự nghiệp

### Câu lạc bộ
Vào tháng 8 năm 2011, anh được cho mượn đến ŁKS Łódź với bản hợp đồng 1 năm.
Vào tháng 1 năm 2012, anh được cho mượn đến PFC Ludogorets Razgrad với bản hợp đồng nửa năm.

### Đội tuyển quốc gia
Hiện tại anh thi đấu cho Đội tuyển bóng đá quốc gia Montenegro.

## Đời sống cá nhân
Mladen kết hôn với người mẫu người Serbia, Marijana Križanović Kašćelan. Họ làm đám cưới vào ngày 5 tháng 6 ở khách sạn sang trọng "Splendid" tại Montenegro. Nhiều người tham dự tiệc cưới đã so sánh nó như một đám cưới hoàng gia nổi bật nhất năm.